# Rząd Istvána Bittó

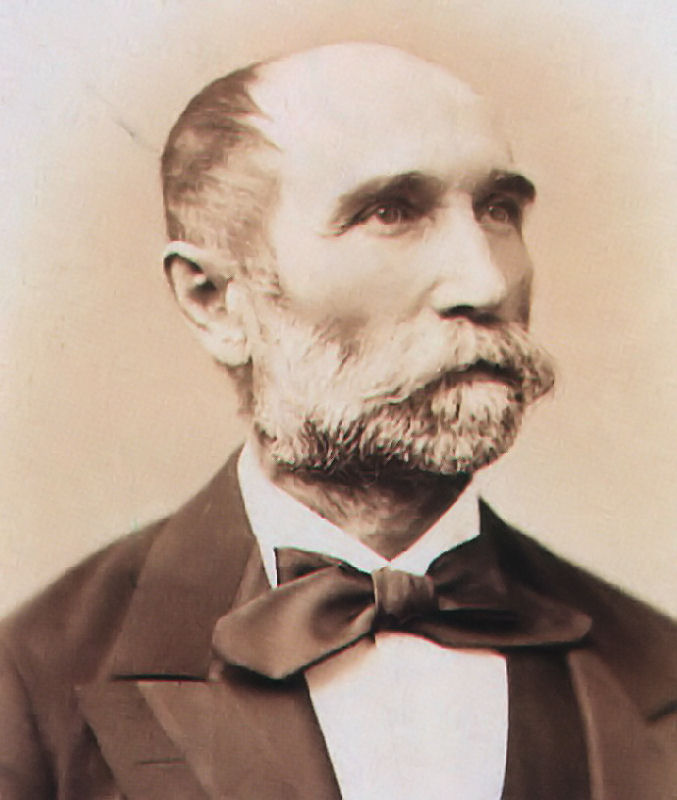
István Bittó

Rząd Istvána Bittó – rząd Królestwa Węgier, działający od 21 marca 1874 do 2 marca 1875, pod przewodnictwem premiera Istvána Bittó.